# Diplostephium moranense
Diplostephium moranense là một loài thực vật có hoa trong họ Cúc. Loài này được (Kunth) Nees mô tả khoa học đầu tiên năm 1832.